# Harald Julin
Sigfrid Harald Alexander Julin (Stoccolma, 27 marzo 1890 – Stoccolma, 28 luglio 1967) è stato un pallanuotista e nuotatore svedese, vincitore di una medaglia d'argento alle olimpiadi di Stoccolma 1912 e tre di bronzo a Londra 1908 e Anversa 1920.
Partecipò alle gare di nuoto dei Giochi olimpici intermedi di Atene del 1906, gareggiando nelle gare dei 100m stile libero, venendo eliminato al primo turno, e della staffetta 4x250 metri stile libero con la squadra svedese, che comprendeva anche Nils Regnell, Gustaf Wretman e Charles Norelius.
Due anni dopo, prese parte alle gare di nuoto e di pallanuoto dei Olimpiadi estive di Londra del 1908, gareggiando nelle gare dei 100m stile libero, vincendo la medaglia di bronzo, nuotando in 1'08"0, e dei staffetta 4x200 metri stile libero sempre con la squadra svedese, venendo eliminati in semifinale. Sempre con la squadra svedese, gareggiò nel torneo di pallanuoto, vincendo la medaglia di bronzo, dopo essere stata sconfitta dalla squadra belga per 8-4.
Nel 1912, partecipò alle gare di nuoto delle Olimpiadi estive di Stoccolma, gareggiando nelle gare dei 100m stile libero, venendo eliminato al primo turno, nuotando in 1'11"8, e dei 200m rana, piazzandosi terzo in semifinale, nuotando in 3'10"6. Sempre con la squadra svedese, gareggiò nel torneo di pallanuoto, conquistando la medaglia d'argento.
Otto anni dopo, prese parte alle gare di pallanuoto delle Olimpiadi estive di Anversa del 1920, vincendo la medaglia di bronzo, dopo aver perso la semifinale con la squadra belga per 5-3, vincendo la finale per il terzo e quarto posto contro i Paesi Bassi per 9-1.
È il padre dei pallanuotisti Rolf e Åke, entrambi partecipanti alle Olimpiadi di Londra 1948.

## Palmarès
In carriera ha conseguito i seguenti risultati:
- Giochi olimpici

Londra 1908: bronzo nella pallanuoto e nei 100m stile libero.
Stoccolma 1912: argento nella pallanuoto.
Anversa 1920: bronzo nella pallanuoto.